# つんく♂
つんく♂（つんく、1968年〈昭和43年〉10月29日 - ）は、日本の音楽家、作詞家、作曲家、実業家。総合エンターテインメント事務所TNX株式会社の代表取締役社長。公式サイトでは自身を「総合エンターテインメントプロデューサー」としている。
1992年にロックバンド・シャ乱Qのフロントマン（ボーカリスト）としてデビュー後、モーニング娘。及びハロー!プロジェクトの総合プロデュースを務め（前者は2014年以降サウンドプロデュースのみ、後者は2014年まで）、以降音楽プロデューサーとしても活動。本名、寺田 光男（てらだ みつお）。大阪府東大阪市出身。身長170cm、体重58kg。近畿大学附属高等学校、近畿大学商経学部卒業。現在はハワイ在住。

## 略歴
1988年12月、はたけ、まこと、たいせー、しゅうとともにシャ乱Qを結成。ボーカルを担当。1992年、シャ乱Qがメジャーデビュー。1994年、『MBSヤングタウン』（毎日放送）で共演するFUJIWARAの楽曲『明日が来る前に』のプロデューサーとしてプロデュース活動を開始。ただし、この時点では、プロデュースといっても、まだアドバイス的な役割に近かった。
1997年よりモーニング娘。のプロデューサーを本格的に開始する。
1999年11月3日、マキシシングル「TOUCH ME」でソロ・デビュー。
2000年12月、シャ乱Qの活動を休止。翌2001年4月、芸能活動、プロデューサーとしての活動での名前を「つんく♂」と改名する。作詞作曲する際の名前は「つんく」のまま。
2001年、第39回ゴールデン・アロー賞音楽賞を受賞。
2002年2月、シャ乱Qのメンバー、まこと、元LOWDOWNのこーじと共にTHE つんくビ♂トを結成するが、活動を休止（期間限定説あり）。その後ソロ活動に戻り、2004年から2006年までモーニング娘。や松浦亜弥などの提供曲のセルフカバーや、自身の青春時代の思い出の曲をカバーした3枚のアルバムをリリースし、ライブやディナーショーを開催。
2006年4月3日放送の『HEY!HEY!HEY! MUSIC CHAMP』（フジテレビ）の出演でシャ乱Q活動を再開。「堀内孝雄さんのおかげで、シャ乱Qの活動再開をしたくなった」との理由からである。
2006年4月24日、博多華丸の仲介で12歳年下の元モデル出光加奈子とお見合い。6月8日、婚姻届を提出し入籍した（婚姻の理由などについて、これ以上の詳細は非公開としている）。挙式は、同年8月10日、西本願寺にて仏前形式で行われた。同年10月1日、総合エンターテインメント事務所「TNX株式会社」を設立。ゲームソフトリズム天国などのプロデュースを手掛ける。
2007年2月4日、北九州市長選挙で、柴田高博候補（自民・公明推薦）の応援に就く。飯田圭織・矢口真里が同行した。同年9月2日、テレビ東京系のドキュメンタリー番組『ソロモン流』で、「今、歌手として一番大切なのどに原因不明の病を抱え歌を歌う際に高い声が出難くなっている」と告白。また、「専門医の検査を受けたが治療法が未だ見つかっていない。」という。この影響からか、2009年12月31日 - 2010年1月1日に放送された『ダウンタウンのガキの使いやあらへんで!!大晦日年越SP・絶対に笑ってはいけないホテルマン24時』（日本テレビ）のエンディングで自身のヒット曲『シングルベッド』の替え歌を歌う際にキーを原曲よりも1音階低くして歌っていた。
2007年9月と12月、自身の芸能生活20周年を記念して、作曲・作詞曲を収録した4枚組ベストアルバムを2枚をリリース。
2008年4月29日、二卵性双生児の双子（男児、女児）が誕生。同年10月29日、誕生日のこの日に『おもいッきりイイ!!テレビ』（日本テレビ）の「今日は何の日」で、半生を取り上げられる。
2009年4月、シャ乱Qのファンクラブの解散に伴い、つんく♂単独のファンクラブ「つんく天然音泉」を発足。
2010年5月29日、ファンクラブライブで披露された新曲を配信。同時に、今後「つんく♂の日（29日）」に新曲が「続々と登場予定」であることが発表された。
2010年12月29日、ソロ名義として11年ぶりのシングル『To You』をリリース。
2011年3月16日、第3子となる女児が誕生。同年12月2日、母校である近畿大学の一日客員教授に任命される。
2011年12月23日、アイドル育成型エンターテイメントカフェ「AKIHABARAバックステ←→ジpass」を秋葉原にてオープン。
2012年4月、自身がエグゼクティブプロデュースした映画『篤姫ナンバー1』が公開。
2012年6月3日、「旅祭 -WORLD JOURNEY FESTA 2012-」に出演。会場は東京・晴海客船ターミナル特設会場。
2012年7月25日発売『もしも明日が〜三木たかしトリビュート〜』に参加。未発表曲『しょっぱいね』歌唱。
2012年8月29日発売中島卓偉のアルバム『アコギタクイ－共鳴新動－』に参加。
2012年9月26日、シングル『しょっぱいね』リリース。
2012年10月下旬、パチンコ台、つんく♂プロデュース「CR 元祖ハロー！プロジェクト」(藤商事）全国導入開始。
2012年12月6日、第45回日本作詩大賞「テレビ東京特別賞」受賞。
2013年1月15日、シャ乱Qの結成25周年での再始動を宣言する記者会見を渋谷eggmanにて行う。
2013年4月3日、近畿大学入学式に出演。
2013年7月17日、シャ乱Q『シングルベッド』を再録音した『「シングルベッド」』発売。
2013年8月 - 9月、「シャ乱Q 結成25周年記念ライブツアー 2013 秋の乱〜シハンセイキ伝説〜」（8月31日・Zepp Tokyo、9月6日・Zepp Nagoya、9月7日・Zepp Namba大阪、9月14日・仙台イズミティ21、9月21日・中野サンプラザ（追加公演））に出演。
2013年9月15日、シミズオクト Presents 氣志團万博2013 〜房総爆音梁山泊〜にシャ乱Qとして出演。
2014年3月6日、喉頭がんを患ったことを公表した。9月25日、いったん「完全寛解」を発表したが、がんが再発見され、10月上旬に手術を受けていたことを10月17日に明らかにした。その後2015年1月20日、日本を元気にする会の結成記者会見にメッセージを寄せた際、松田公太議員により、声帯摘出したことが明かされる（この場では「なかなか声が出せないという状況」とされていた）。
2014年4月5日、近畿大学入学式をプロデュース（式典には病気療養の為に欠席）。
2015年4月4日、自身がプロデュースした母校・近畿大学の入学式に出席。2014年10月の手術の際に声帯を摘出し、声を失っていたことを自ら公表した。2013年9月21日に東京・中野サンプラザで行われたシャ乱Qの結成25周年記念ツアーの最終公演が最後の歌唱となった。ブログでは、現在の心境を綴った本を執筆中であることを明らかにした。
2015年6月11日、プロデュースした任天堂3DSのゲームソフト「リズム天国ザ・ベスト＋」が発売になる。
2015年7月3日、東京ドームで行われたプロ野球・楽天×日本ハム戦で始球式をつとめた。声帯摘出を告白した4月4日の近畿大学入学式の後、初めての公の場となった。
2015年7月、声帯全摘出以来、習得が難しいとされている“食道発声法”のトレーニングを重ねていることが報じられた。まだ聞き取りにくいほどの小さな「声」であるが、発声することが出来るようになってきているという。
2015年9月10日、手記『だから、生きる。』を出版。同書の中で、前年10月のモーニング娘。'14のニューヨーク公演後にハロー!プロジェクトの総合プロデューサーを退いていたことを明らかにした。
2015年9月13日放送のNHKのドキュメンタリー番組『NEXT 未来のために「“一回生”つんく♂　絶望からの再出発」』において、手術後初めて単独インタビューに応じ（インタビューの方法は自分の意志をパソコンに文字入力する形）、聞き手に自らの胸中を明かした。これ以降、公的な場では上記のような方法で「会話」をする事が基本となる（本項でも以降、「会話」・「筆談」と記載した場合は特筆した時を除き、このような形を採っていると見做す）。
2015年11月19日、『情報ライブ ミヤネ屋』（日本テレビ）で、手術後初めてテレビ生出演、宮根誠司の問いかけに「会話」で応え、同日夜同局から生放送される「ベストヒット歌謡祭2015」でクミコが歌う、作曲とプロデュースをした子守唄「うまれてきてくれて ありがとう」（作詞：湯川れい子）への思いを表した。
同日、「うまれてきてくれて ありがとう」で第57回日本レコード大賞作曲賞を受賞。12月30日の『第57回 輝く!日本レコード大賞』ではクミコのパフォーマンスにギターで参加した。
2016年3月21日放送の『徹子の部屋』（テレビ朝日）に11年ぶり3度目の出演。手術後初めての本格的トーク番組への出演となる。パソコンを使用した“筆談”は、同番組開始以来41年目にして初。
2016年3月29日放送の『UTAGE! 春の祭典!』（TBS）に初出演。手術後初めてのゴールデンタイムのバラエティ番組への出演となる。モーニング娘。OGも出演。
2016年4月2日、近畿大学入学式をプロデュース。
2016年8月3日、音楽プロデューサーの小室哲哉と歌手のMay J.とのコラボレーションシングル「Have Dreams!」を、「Tetsuya Komuro × Tsunku♂ feat. May J.」名義で発売した。
2017年4月1日、近畿大学入学式をプロデュース。
2017年9月24日、キッザニア東京にてつんく♂プロデュース「It's a Kids Dance World!」を開催。
2018年3月31日、モーニング娘。のデビュー20周年を記念した『モーニング娘。まるっと20年スペシャル!』が放送された。モーニング娘。のデビューから20年間をつんく♂自らが語っている。パソコンによる文字入力でインタビューに答え、インタビュー文はかつて『ポップジャム』で共に司会を務めたNHKアナウンサー・高山哲哉によって代読された。
2018年4月1日、近畿大学入学式をプロデュース。
2018年9月8日、GREENROOM FESTIVAL2018　＠WAIKIKI SHELL, HAWAIIにて加山雄三のステージに飛び入り参加。
2019年4月6日、近畿大学入学式をプロデュース。
2019年9月21日、幕張海浜公園にて行われた「peace day 19」でトークショーに出演。
2019年12月18日、2025年大阪・関西万博の地元出展に関する有識者懇話会・特別アドバイザーに就任する。
2020年5月31日、アイドルユニット「Task have Fun」とのコラボプロジェクトを始動。

## 人物
実家は乾物屋。ビートルズに憧れ中学2年時にギターを始める。高校生の時におニャン子クラブの男性版・息っ子クラブのオーディションを受けるが敢え無く落選した。大学4年時には信用金庫への就職が内定していたが、2年間という条件で音楽活動を始めた。「つんく」という芸名は、小さいときに「つんくん」と呼ばれていたことからとされていたが、2008年、NHKのスタジオパークからこんにちはにて、「本当の由来は、大学時代にある友人から付けられたことから」と発言した。
浄土真宗の門徒である。2006年6月、自身の結婚式を西本願寺にて仏前式で執り行った。司婚者は幼稚園・小学校時代の同級生でもある菩提寺の浄土真宗本願寺派宝性山明専寺住職が務めた。仏前式を選んだ理由を小さい頃は実家の近所にある明専寺の裏庭が遊び場で寺への親しみがあり、先代住職が実家をたびたび訪れ、祖母とお勤めをする姿が日常生活の何気ない光景であったからという。西本願寺を選んだのは、祖父母の遺骨が大谷本廟に分骨されている縁からである。5年後の2012年1月、ハワイの教会で2度目の結婚式を挙げた。
元大阪近鉄バファローズのファンであり、子供のころはバファローズ友の会会員であった。その縁もあり、1997年4月8日、大阪ドーム初の公式戦（近鉄×ロッテ）の始球式をつとめた（後に東北楽天ゴールデンイーグルスの公式応援歌をプロデュースしている）。
1995年12月21日に放送された『ダウンタウンDXDX』にシャ乱Q5人で出演した際、ビッグスターイメージレース「流行に敏感なコギャルに聞きました・一番早く消えてしまうのは?レース」に本人たちに内緒で入れられていた（他の出走枠はキャイ〜ン・ナインティナイン・グレートチキンパワーズ・今田耕司）。浜田雅功が「『バイバイありがとうさようなら』と自分たちが言われる日は近い」と解説すると、つんくはガクッと崩れ「一番ヤバイじゃない」と叫び、更に浜田が「以上、今年（1995年）はノリにノッてたお笑い5組によるレースであります!!」と言った瞬間全員が立ち上がり、はたけと共に「お笑いちゃう」と悲鳴を上げていた。結果は2位（9票）。そのあとの「1000人アンケート2ケタを狙え」のコーナーで「ファッションセンスの悪い男性タレントは?」と言う問題に、「全員がこれだと言ってるので」と、フリップに自ら「つんく」と自虐的な答えを書いていた。1999年に台湾で起きた921大地震の復興のための募金活動を行った。
日本映画界に革命を起こそうと取り組んだ番組『つんくタウン』。ここでは、役者やタレント、若手映画監督ら（天野ひろゆき、勝村政信、藤井秀剛、野沢直子、とよた真帆、飯田かずな）が撮ったオムニバス形式の劇場公開映画の総指揮となる。
統合によって新たに2005年4月に開校した大阪府立かわち野高等学校の校歌を作曲した（作詞は塩川正十郎）。
芸能界一「ヨシモト∞」が大好きで、2006年5月24日には楽屋ゲストを果たし、7月12日にも訪れた。『雨上がり決死隊のトーク番組アメトーーク!』に出演した際、お笑い芸人になることを真剣に考えていたことを語っている。
出身地である東大阪市のイメージソングを作曲し、歌を披露した。東大阪市のホームページで聞くことができる。また、市内のショッピングセンターなどのような場所でも流されることもある。また、東大阪市に本社があるバス会社の大阪バスのイメージソングも作曲している（タイトルは「Go!東京バス Go!大阪バス」）。
Mr.Childrenの桜井和寿、ウルフルズのトータス松本、T.M.Revolutionの西川貴教、お笑いでは雨上がり決死隊、FUJIWARA、元ほっしゃん。の星田英利、宮川大輔、アンバランス、カラテカ、原口あきまさ、木村祐一、博多華丸・大吉などの多くの芸能人と親交がある。
また、現在ではいないいないばあっ!にも多くの楽曲を提供している。

### プロデューサーとしての特徴
2001年4月に「つんく♂」と改名。作詞作曲の際には、今までのクレジットの表記を統一するため、現在も「つんく」のまま。例外として、Buono!の「co・no・mi・chi」の歌詞カードとJASRACデータベースは「つんく♂」表記となっている。
モーニング娘。をはじめ、プロデュースする歌手をアイドル扱いされることを嫌い、本格派のヴォーカルダンスグループをプロデュースしていると自信を持って自負するこだわりがある。また、これに関したことで、アイドルとは周りが評価するものであり、自身をアイドルと思い誤った認識を持つ者がオーディションを受けに来ても絶対に採用しないと語っている。モーニング娘。のプロデューサーとしての活動を始める時に「バンド活動の経験を活かして、プロデューサー業に進出したくなった」と言っていた。レコーディングではモーニング娘のそれぞれの個性を出すため、別室で個別にアドバイスを行うようにしている。
プロデュースする上の苦労話として、国民の中から選び抜かれた美女集団の中で仕事をすることは拷問に近いと告白している。その理由として健全な男であれば美女が好きであり、当然異性として相手を見たい気持ちにもなることもあるが、それではプロデューサーとして務まらない。そのため、いかに自身やメンバーに異性を感じさせないかが大事なのであると告白している。また、そのような女の子を好きな気持ちを楽曲にぶつけることにより、良い楽曲が生まれるのだと雑誌の対談で語っている。加えて、オーディションでの選考基準の一つとして、「この子が20歳位になったとき、自分の好みにピッタリはまるなというような子は、どれだけ光っていても選考から外す」とも語る。
うたばんに出演した際、司会者に「楽曲提供をしないのか」と問われ、「曲は自分の子供のようなもの。人に提供する気はない」と返答をした。また、音楽評論家であった福田一郎と親交があり、モーニング娘。のプロデューサーになることが決まった時に、プエルトリコのアイドルグループ「メヌード」を参考にするようにアドバイスされたという。
『週刊文春』連載の阿川佐和子と毎回のゲストとの対談コーナー「あの人に会いたい」において、「いくら自分の音楽性やスタイルがあったとしても、売る側の都合によってそんなものは変えさせられてしまうんだから、自分は音楽においてポリシーや信念などは持たないようにしている」という趣旨の発言を残している。
作詞家の阿久悠を尊敬しており、作詞など影響を受けた部分もあるという。また、ピンク・レディーがモーニング娘。に与えた影響は大きく、活動当時にメンバーを増やす構成をされていたらそのアイデアは使えないため、モーニング娘。は存在しなかったと阿久悠の追悼特番で発言している。

### サウンドの特徴
シャ乱Q時代から、アコースティック・ギターを使用することがあるものの、シェキドルの楽曲製作では、アコースティック・ギターのみならず、ドラム、パーカッションを利用して、単独の編曲を行った。しかし、自身のソロ作品では、編曲を行わない、楽器を使わないという形になっている。また、打ち込みサウンド、オーケストラル・ヒットにこだわっている。
編曲者の起用では、高橋諭一、鈴木俊介、鈴木Daichi秀行、平田祥一郎、大久保薫、小西貴雄、AKIRAなど、親交の深い人物を起用する頻度が高い。シャ乱Q時代は、鳥山雄司、白井良明を起用した程度である。演奏者では、サックスに竹上良成、ギターに鎌田浩二を起用している。

#### 主な使用楽器

##### ギター
主にアコースティックギターを使用することが多いが、レコーディングや、プロデュースしたアーティストのステージにおける演奏などでサポートとしてエレキギターも使用する。
ヤイリギター（Yairi Guitar）
90年代頃からシャ乱Qの演奏で使っているアコースティックギター。現在は作曲にも使用している。通常のレコーディングでは、ギブソンやマーティンを使用するつんく♂だがライブになるとギブソンやマーティンのギターにマイクやピックアップをつけてもなかなか音を拾い切れない、ハウリングを起こすなどの理由から、ハウリングを起こしにくい (音を拾うセンサーが付いているため) ライブ用のギターとして当時から好んで演奏している。1995年シャ乱Qのつんく♂使用モデル (形式YD87) として高額で販売された。現在は入手困難とされている。
オベーション（Ovation Guitar）
「上・京・物・語」発売の後ツアー用としてローンを組んで購入した。現在は作曲用のギターとして使用されている。2009年時点で、7,800曲以上をこのギターで作曲したのではないかとつんく♂自身が語っている。
ギブソン・ハミングバード（Hummingbird）
つんつべ♂出演時、新垣里沙との演奏において使用されている。自身のライブ映像やテレビ出演時の演奏ではそのほとんどがヤイリギターを用いるため、このギターでの演奏を確認できる機会は少ない。
テレキャスター・レリック（telecaster relic）
レコーディング用のものだと思われる。

## 作品

### 代表曲
TOUCH ME #1
作詞・作曲はつんく、編曲は松原憲。本格的なソロデビュー作。
ここにいるぜぇ!
作詞・作曲はつんく、編曲は鈴木Daichi秀行。原曲のモーニング娘。のドラム音が生音に対し、彼の曲は、打ち込みになっている。
草原の人
作詞は加藤和枝（美空ひばり）、作曲はつんく、編曲は鈴木Daichi秀行。彼曰く、「美空さんの歌詞を自分で曲を付ける事が出来るのは、年末ジャンボ宝くじの当選並み」とのこと。原曲は松浦亜弥。
FOREVER〜あなたに会いたい
作詞はつんく、作曲は大野愛果、編曲は平田祥一郎。長戸大幸からは、「いろんな人が彼のために手がけてくれた。彼がビーイング系の作曲家の曲を歌うのは想像できないだろうな」といわれているが、「大野愛果に依頼して作った」と語っている。アルバム「タイプ2」に収録。
焼酎ロック〜結婚しよう〜
作詞・作曲はつんく、編曲は The つんくビ♂ト。つんくビ♂トや、つんくのライブで歌われた未発売曲。

### シングル
1. LOVE〜Destiny〜/LOVE〜since 1999〜（1999年4月28日、EPCE-5020 つんくwith 7HOUSE / 浜崎あゆみ&つんく両A面）
2. Touch me #1 / Touch me #2 / Touch me #4（1999年11月3日、EPCE-5036 TSUNKU名義）
3. To You（2010年12月29日、GFCG-12901）
4. しょっぱいね（2012年9月26日、EPCE-5904）

### アルバム
1. A HARD DAY'S NIGHT つんくが完コピーやっちゃったヤァ!ヤァ!ヤァ! Vol.1（2000年12月6日、EPCE-5083）
  1. A Hard Day's Night
  2. Help!
  3. I Saw Her Standing There
  4. Please Please Me
  5. Twist and Shout
  6. She Loves You
  7. All My Loving
  8. I Should Have Known Better
  9. Can't Buy Me Love
  10. I Feel Fine
  11. Yesterday
  12. Mr.Moonlight
  13. I'll Follow The Sun
  14. Eight Days A Week
  15. You've Got To Hide Your Love Away
  16. I've Just Seen A Face
2. TAKE1（2004年2月18日、EPCE-5266）
3. タイプ2（2005年7月13日、EPCE-5361）
4. V3〜青春カバー〜（2006年6月28日）

### 作品集
1. つんく♂ベスト作品集(上)「シャ乱Q〜モーニング娘。」〜つんく♂芸能生活15周年記念アルバム〜（2007年9月26日）
2. つんく♂ベスト作品集(下)「シャ乱Q〜モーニング娘。」〜つんく♂芸能生活15周年記念アルバム〜（2007年12月5日）

### 映像作品
1. つんく♂ ファン感謝祭 2003（2003年、ファンクラブ限定販売）
2. すっぽんNIGHT! 〜つんく♂とあつし〜（2003年10月31日、ファンクラブ限定販売）
3. つんく♂ TAKE1 Live 〜春やねん!〜（2004年、ファンクラブ限定販売）
4. つんく すっぽんライブラリー DVD-BOX 1（2004年12月29日、GFV-34001）

### 配信楽曲
1. 若い男が好きだ。変な意味ではない。〜KINGのうた〜（2006年、着うた配信のみ、「講談社『KING』広告曲 作詞：谷山雅計 作曲・編曲：つんく）
2. リゾナント ブルー（2008年5月2日、原曲：モーニング娘。 作詞・作曲：つんく 編曲：鈴木Daichi秀行）
3. 翼（2010年5月30日、着うた配信、作詞・作曲：つんく 編曲：上杉洋史）
4. ダイハツ工業「エコカー補助金 おわり篇」CM曲「ズルい女」（2010年9月11日、着うた配信、作詞・作曲：つんく）
5. 東日本大震災被災者応援楽曲「Love is here 〜希望の光〜」[45][46]（2011年3月22日、YouTube ダウンロード無料配信、作詞・作曲：つんく）
6. 大阪バス・東京バスグループ「Go!東京バス Go!大阪バス」[39]。（2012年 作詞・作曲：つんく♂）

### 参加作品
| 発売日        | アーティスト・タイトル                 | 曲名                       |
| ------------- | -------------------------------------- | -------------------------- |
| 2012年7月25日 | もしも明日が〜三木たかしトリビュート〜 | つんく♂ - 「しょっぱいね」 |

## 出演

### テレビ

#### バラエティ・音楽
- Age,35 恋しくて（1996年4月18日 - 6月27日、フジテレビ系） - オープニングに出演して主題歌を歌っている。
- ASAYAN（1997年5月11日 - 2002年3月24日、テレビ東京系）
- つんくタウン（1999年10月14日 - 2001年3月28日、フジテレビ系）
- AX MUSIC-FACTORY つんくちゃん。（日本テレビ系）
- ポップジャム（2003年4月 - 2005年3月、NHK総合テレビ） - 司会を優香とつとめる
- トクメイ希望（2007年1月4日・4月24日、フジテレビ系）
- ハモネプリーグ（フジテレビ系） - レギュラー審査員として出演
- ものまねグランプリ（日本テレビ系）同上
- 通だす。〜お好み焼き〜（2010年12月27日、NHK総合）
- 放熱の彼方 尾崎豊 知られざる伝説（2011年3月20日、テレビ東京）
- つんつべ♂（2011年7月1日 - 、TOKYO MX）
- THE ドラマカンファレンス（2012年1月11日 - 、女性チャンネル♪LaLa TV） - 応援隊長として出演
- クラシックTV（2024年4月4日、NHK Eテレ）

#### ドラマ
- 連続テレビ小説 おんなは度胸（1992年4月 - 10月、NHK総合テレビ）[注 4]。
- セミダブル（1999年4月14日 - 6月30日、フジテレビ系） - 堀慎太郎 役 ※主題歌（浜崎あゆみとデュエット）及び挿入歌を歌っている[注 4]。
- ムコ殿（2001年4月12日 - 6月28日、フジテレビ系） - 小峰卓郎 役[注 4]。
- 恋愛偏差値（2002年7月4日 - 9月19日、フジテレビ系）1章〜3章すべて出演[注 4]。
- ムコ殿2003（2003年4月17日 - 6月26日、フジテレビ系） - 小峰卓郎 役[注 4]。
- 月曜ゴールデン『心研ぎます!鷹宮光次郎の旅情事件簿 刀研ぎ師の人情放浪記』（2007年1月22日、TBS系） - 小早川一元 役[注 4]。

#### アニメ
- 極上!!めちゃモテ委員長（2009年9月26日・10月3日、2010年9月18日・10月2日、テレビ東京系） - 二十九先生[注 5]/Mr.ニック 役 ※声優として出演

### ラジオ
- つんくばん（2001年8月18日 - 2002年10月5日、TBSラジオ）
- JRAサウンドコース（1998年4月 - 2000年3月、エフエム大阪）
- シャ乱Qのオールナイトニッポン（1992年7月、ニッポン放送）
- シャ乱Qつんくのオールナイトニッポン（1996年7月 - 1997年9月、ニッポン放送）
- シャ乱Qつんくのギラギラきてるかい（1995年 - 1996年、ニッポン放送）
- ロックン天国（1994年4月9日 - 1995年12月16日、NHK-FM）
- MBSヤングタウン木曜日（1993年4月 - 1996年3月、毎日放送ラジオ）

### 映画
- シャ乱Qの演歌の花道（1997年公開、東宝） - 天草乱之助 役
1998年第21回日本アカデミー賞新人賞受賞
- ホテル ビーナス（2004年公開、松竹） - カフェの客 役

### 広告
- トヨタ自動車 カローラランクス「先いくって、ドキドキ。」篇（2001年）
- 講談社 KING （2006年、歌のみ）
- ダイハツ工業 エコカー補助金キャンペーン 「おわり」篇 ズルい女ver. （2010年、歌のみ、「ズルい女」スローバラードバージョン）
- ハウス食品　ウコンの力　「つんく登場 こんな感じに」篇（2011年）[48]
- KDDI・沖縄セルラー電話（各au）auの学割「新メンバー」篇、「ミーティング」篇、「特訓」篇、「U（）25家族セット割 つんくの発言」篇（2014年1月 - 3月、モリ娘。（モーニング娘。'14、森三中[注 6]）、および哀川翔と共演）
- アフラック「新 生きるためのがん保険Days」（2016年）[49]

### その他
- DVD つんく♂のマジカデミステリーツアー in 対馬（2004年4月27日、GVF-35001）

## 書籍

### 一般書籍
- LOVE論-あなたのいいトコ探します（2000年1月、新潮社、ISBN 4104343013）
- LOVE論-決定版 あなたのいいトコ探します（2000年10月、新潮社、ISBN 4102900063）
- つんく愛の営業方針-心のトレーニングしようよ!（2000年10月、講談社、ISBN 406172343X）
  - ホットドッグ・プレスに連載されていた「つんくの四位狙い」1998年8月10日号-2000年9月11日号に一部加筆したもの。
- つんくタウンの発想（2001年3月、つんくタウン編 角川書店、ISBN 4048836617）
- 女ノ色 男ノ術（2002年10月、講談社、ISBN 4063301885）
  - 「つんくの四位狙い」を最終回まで書籍化。
- てっぺん（2003年9月、高橋がなり共著 ビジネス社、ISBN 4828410716）
- ポジティブ本-プチ成功への近道（2005年4月、講談社、ISBN 4063646327）
  - 週刊モーニングの2003年35号-2004年48号まで連載された「つんく♂のモーニング。(娘抜き)」に加筆、再編集したもの。
- 一番になる人（2008年8月、サンマーク出版、ISBN 9784763198204）
- 口説く―人は必ず心を開く（2010年11月、青志社、ISBN 9784905042075）
- だから、生きる。（2015年9月、新潮社、ISBN 4103395915）
- ねぇ、ママ？僕のお願い！（絵:なかがわみさこ、2020年6月、双葉社、ISBN 9784575315547）

### 写真集
- つんく♂フォトギフト〜inラスベガス&ハワイ!〜タイプA(COOL)（2005年9月、GFG-79207 グッドファクトリーレコード）
- つんく♂フォトギフト〜inラスベガス&ハワイ!〜タイプB(NATURAL)（2005年9月、GFG-79208 グッドファクトリーレコード）

## プロデュース

### 総合プロデュース
- ハロー!プロジェクト
- NICE GIRL プロジェクト!
- ドリームモーニング娘。
- 音楽ガッタス

### ミュージカル音楽
- LOVEセンチュリー -夢はみなけりゃ始まらない-（2001年、音楽監修・プロデュース）
- モーニング・タウン（2002年、作詞/作曲・原案・脚本・総合プロデュース）
- 新・演歌の花道（2002年、音楽プロデュース）
- けん&メリーのメリケン粉オンステージ!（2003年、音楽・監修・総合プロデュース）
- 草原の人（2003年、音楽・原案・総合プロデュース）
- 江戸っ娘。忠臣蔵（2003年、音楽・原案・プロデュース・総合プロデュース）
- リアルオーディション!!（2004年、音楽・原案・総合プロデュース）
- サヨナラのLOVE SONG（2004年、音楽・原案）
- おかえり（2004年、音楽・原案）
- HELP!!熱っちぃ地球を冷ますんだっ。（2004年、音楽・原案・総合プロデュース）
- ふしぎ少女探偵 キャラ&メル （2005年、作詞/作曲）
- つんく♂タウンTHEATER 旗揚げ公演 第一弾時東ぁみ 座長公演「CRY FOR HELP! 〜宇宙ステーション近くの売店にて〜」（2006年、音楽・原案・総監修）

### テレビ音楽
- エクスプレス（「ザ★プチモビクス」トータルプロデュース）

### 映画音楽
- 仔犬ダンの物語（2002年公開、東映、楽曲制作は川村栄二）
- ミニモニ。じゃムービーお菓子な大冒険!（2002年公開、東映）
- 劇場版とっとこハム太郎 ハムハムグランプリン オーロラ谷の奇跡 リボンちゃん危機一髪!（2003年公開、東宝、劇中音楽プロデューサーは別）
- COACH コーチ 40歳のフィギュアスケーター（2010年公開、アステア）

### アニメ音楽
- ヒャッコ
  - オープニング、エンディングともにプロデュースしている。
- 極上!!めちゃモテ委員長
  - オープニング、エンディングの楽曲を二十九先生名義でプロデュースしている。
- イナズマイレブン
  - 青春バスガイドの第二版以降から作詞・作曲者としている
- アイドル事変
  - 主題歌サウンドプロデューサー（オープニング・エンディングテーマ曲プロデュース）

### 映画
- つんくFILMS
複数監督のオムニバス映画をミニシアター上映
  - 東京★ざんすっ（2001年公開、東映） - 音楽監督も兼任
  - マネーざんす（2001年公開、東映）
- つんくタウンFILMS
デジタルシネマによる地方都市上映
  - LOVE/JUICE（2000年公開）
  - とっかえっ娘。（2001 - 2002年公開）
  - ナマタマゴ（2001 - 2002年公開）
- 篤姫ナンバー1（2012年4月7日公開）エグゼクティブプロデューサー。クラブの常連客としてカメオ出演もしている[50]。
- つんく♂エンタメサロン発！「中2映画プロジェクト」[51]
  - Ready? Set Go! (2021年公開)
  - るり子の青春ビート (2021年公開)
  - 従姉妹協奏曲 (2021年公開)

### 映画原案
- 青春ばかちん料理塾（2003年公開、東映）

### ゲーム
- リズム天国（2006年、ゲームボーイアドバンス用ソフト、任天堂）企画・プロデュース、楽曲提供。
- リズム天国ゴールド（2008年、ニンテンドーDS用ソフト、任天堂）企画・プロデュース、楽曲提供。
- みんなのリズム天国（2011年、Wii用ソフト、任天堂）企画・プロデュース、楽曲提供。
- リズム天国 ザ・ベスト+（2015年、ニンテンドー3DS用ソフト、任天堂）企画・プロデュース、楽曲提供。

### 飲食店
- It’s a GOHAN world（日本橋 2006年12月20日 - 2007年6月）
  - 米をテーマにしたダイニングバー。
- かりふわ堂[52]
  - 下北沢本店（2010年12月1日（通常営業開始日。他店も同様。） - 2014年3月）[53]
  - 新宿店（2008年3月17日 - 2014年3月）[54]
  - 六本木店（正式店名「お好み焼き　鉄板焼き　極みKARIFUWADO」2008年10月2日 - 2012年）[55]
  - お好み焼き屋。正式な店の名前は「お好み茶屋　かりふわ堂」。「本場大阪の味が東京で楽しめる[56]」「国産食材のみ使用し、ソースもオリジナルで無添加。出汁や生地には化学調味料不使用」と謳っていた。
- AKIHABARAバックステージpass（2011年12月23日 - 2022年10月10日）[57]
  - AKIBAカルチャーズZONE6階。志倉千代丸の共同プロデュースによるアイドル育成型エンターテイメントカフェ。「つんつべ♂」の中でキャストの出演や店内での収録が行われていた。

### イベント
- 「真剣　女の陣　ザ☆キラーコンテンツ！」[58]
  - アイドル、素人問わず女性がリングを使って繰り広げる新しいエンターテイメント。2011年6月までに2回開催。